# IT (format pliku)
IT (Impulse Tracker module) – rozszerzenie formatu modułu muzycznego MOD. Stworzony przez Jeffreya Lima wraz z trackerem Impulse Tracker na PC pracujący w systemie DOS. 
IT jest bardzo rozbudowanym formatem modułu, ostatnim z klasycznych, (tj. używających tylko sampli, nie zaś nowoczesnych wtyczek VSTi i syntezatorów), zawiera niemal wszystkie możliwości wszystkich innych rozszerzeń formatu MOD, a także dodaje szereg nowych. Powstał jednakże stosunkowo późno i nie zdominował środowisk twórców (chociaż zaistniał i zyskał popularność).
Obsługuje go także wiele nowych trackerów, np. Modplug Tracker.